# August Fick

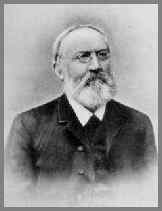
August Fick

Friedrich Conrad August Fick (Petershagen perto de Minden, 5 de maio de 1833 – Breslau, 24 de março de 1916) foi um germanista alemão, filólogo e linguista. Pioneiro na pesquisa etimológica nas línguas indo europeias, sua obra é de grande importância na história da linguística, como o primeiro grande esforço, claro e coerentemente conduzido, de um tratamento coletivo do vocabulário indo-europeu. 

## Vida
August Fick  passou boa parte da vida em Göttingen, onde estudou filologia entre 1852-1856, sob a direção de Theodor Benfey.  Ele era um membro do Corpo de Teutônia Göttingen. Fick tornou-se professor do ensino médio da escola local em 1858 e em 1876 foi nomeado professor extraordinário de linguística comparada na Universidade de Göttingen. Em 1887 aceitou um cargo de professor em Breslau (Polônia), aposentando-se quatro anos mais tarde.
Sua principal obra é o Dicionário Indo-Europeu da Língua-mãe (Göttingen, 1868), na 2ª edição houve a publicação do Dicionário Comparativo das Línguas Indo-europeias (Göttingen 1879, 3ª ed. 1874-1876, 4 volumes). O trabalho é, também, para a história cultural de grande interesse, e é considerado o primeiro a concluir a compilação de todo o vocabulário Indo-europeu comum e deve, portanto, pertencer a antiguidade das nacionalidades Indo-Europeias. Correspondentemente houve muitos resultados culturais desta época comum indo-germânica. Em 1888, foi nomeado Professor catedrático na Universidade de Breslau. Fick morreu em 24 de março de 1916, em Breslau (Atualmente Wrocław, Polônia. De acordo com outros dados, em Hildesheim, Alemanha).

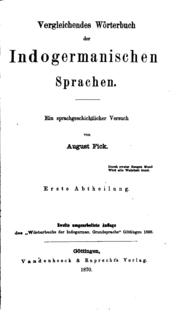
Vergleichendes Wörterbuch der indogermanischen Sprachen (Göttingen, 1870-1871)

## Trabalho
August Fick foi um estudioso comparatista indo-europeu. Foi aluno de Benfey e seu plano seguiu a ideia da árvore genealógica estabelecida por Schleicher. Seu livro Vergleichendes Wörterbuch der indogermanischen Sprachen ( Göttingen, 1870-1871) [Dicionário comparativos das línguas Indo-Europeias] teve quatro edições e sofreu várias revisões de uma edição para outra. O trabalho consiste em várias seções dedicadas ao tronco, aos ramos e aos sub-ramos linguísticos. Deixou de fora o ramo celta, por considera-lo difícil no campo lexical, porém na quarta edição Whitley Stokes o adicionou. Fick trabalha com a divisão de uma língua originalmente uniforme em dois grupos e, desta forma, parte de um indo-europeu comum (indo-germânico em sua terminologia, de acordo com Schleicher), para um grupo em hindu e iraniano, e o último em europeu do sul (grego-itálico) e europeu do norte (germano-balto-eslavo). As palavras são encontradas em ambos os ramos, ou seja, são palavras comuns do indo-europeu. Fick partia da hipótese de um crescente afastamento da protolíngua unitária. Schleicher admitia uma separação absoluta, tal como os diferentes galhos de uma árvore e portanto, a separação do ramo asiático e o ramo europeu.

## Obras
- Vergleichendes Wörterbuch der indogermanischen Sprachen ( Göttingen, 1870-1871) [Dicionário comparativos das línguas Indo-Europeias]
- Die griechischen Personennamen (Göttingen, 1874) [O nome do povo grego].
- Die griechischen Personennamen nach ihrer Bildung erklärt, mit den Namensystemen verwandter Sprachen verglichen und systematisch geordnet. (Göttingen, 1874) [Os nomes gregos de pessoas declaradas após a sua formação, em comparação com o nome de sistemas de línguas relacionadas e sistematicamente organizadas].
- Die ehemalige Spracheinheit der Indogermanen Europas (das. 1875) [A unidade do discurso antigo do Indo-europeu].
- Die Homerische Odyssee  (Göttingen, 1883) [A Odisséia de Homero].
- Ilias, nach ihrer Entstehung betrachtet und in der ursprünglichen Sprachform wiederhergestellt (Göttingen, 1885. Bd 1) [Ilíada depois da sua formação visto e restaurado na forma original da língua. Vol.1].
- Hesiods Gedichte in ihrer ursprünglichen Fassung und Sprachform wiederhergestellt. Mit einem Anhange über die Versabzählung in den homerischen Epen. (Göttingen, 1887) [Poemas de Hesíodo em sua versão e o idioma original restaurado. Com apêndice no verso contando as epopeias homéricas].
- Vergleichendes Wörterbuch der indogermanischen Sprachen. 4. Aufl., 1. Theil. (Göttingen, 1890) [Dicionário comparativos das línguas Indo-Europeias 4ª ed. 1ª parte].
- Die griechischen PErsonennamen nach ihrer Bildung erklärt und systematisch geordnet. Zweite Auflage (mit Friedrich Bechtel) (Göttingen, 1894) [Nomes de origem grega, ordenados e expicados de acordo com sua origem. 2ª ed.].
- Vorgriechische Ortsnamen als Quelle für die Vorgeschichte Griechnlands. (Göttingen, 1905) [Nomes de lugares pré-gregos como uma fonte para a história da Grécia].
- Hattiden und Danubier in Griechenland. Weitere Forschungen zu den "Vorgriechischen Ortsnamen". (Göttingen, 1909) [Hattiden e Danubier na Grécia. Mais pesquisas sobre os "nomes de lugares pré-gregos"].

## Artigos e contribuições a obras coletivas
Die thessalischen Inschriften. In: Sammlung der griechischen Dialekt-Inschriften. Band 1 (1884) S. 125-143. Nachträge S.375-386. [As inscrições de Thessália. Em: Coleção das inscrições do dialeto grego. Vol. 1 (1884) p. 125-143. Anexo p. 375-386].

## Sobre o autor
- Wilhelm Wissmann, ed. (1961). «Fick, August». Neue Deutsche Biographie (NDB) (em alemão). 5. 1961. Berlim: Duncker & Humblot. pp. 130 et seq..
- Literatura de e sobre August Fick (em alemão) no catálogo da Biblioteca Nacional da Alemanha
- Werke von August Fink im Bibliotheksverbund
- Biographie